# 제주해안경비단
제주해안경비단(濟州海岸警備團, Jeju Coastal Line Defense Corps)은 제주특별자치도의 대간첩작전과 치안업무를 담당하기 위해 제주특별자치도지방경찰청 산하에 설치된 부대이다.
단장은 총경으로 보한다.

## 조직
단장은 총경 부단장은 경정으로, 각 과장과 의경대장은 경감으로 보한다.
단장
부단장
| - 경무과 - 경무계 - 보급계 - 감찰계 | - 경비과 - 작전계 - 교육계 | - 정보통신과 - 정보통신계 - 레이더운영계 | • 제1경비대 • 제2경비대 |